# Orden de la Rosa
La Orden Imperial de la Rosa (en portugués: Imperial Ordem da Rosa) fue una orden de caballería del Imperio de Brasil, instituida por el Emperador Pedro I de Brasil el 17 de octubre de 1829 (hace 195 años) para conmemorar el casamiento con su segunda esposa, Amelia de Beauharnais, emperatriz consorte. 
El 22 de marzo de 1890, esta condecoración fue cancelada como orden nacional por el gobierno interino de los Estados Unidos de Brasil.

## La Orden de la Rosa como una Orden dinástica
Desde la caída en 1889, del último monarca brasileño, el Emperador Pedro II, la orden continúa como una orden dinástica siendo otorgada por los Jefes de la Casa de Orleans-Braganza, pretendientes al desaparecido trono del Brasil. La actual Familia Imperial de Brasil se divide en dos ramas: la rama directa llamada Petrópolis y la rama cadete llamada Vassouras.

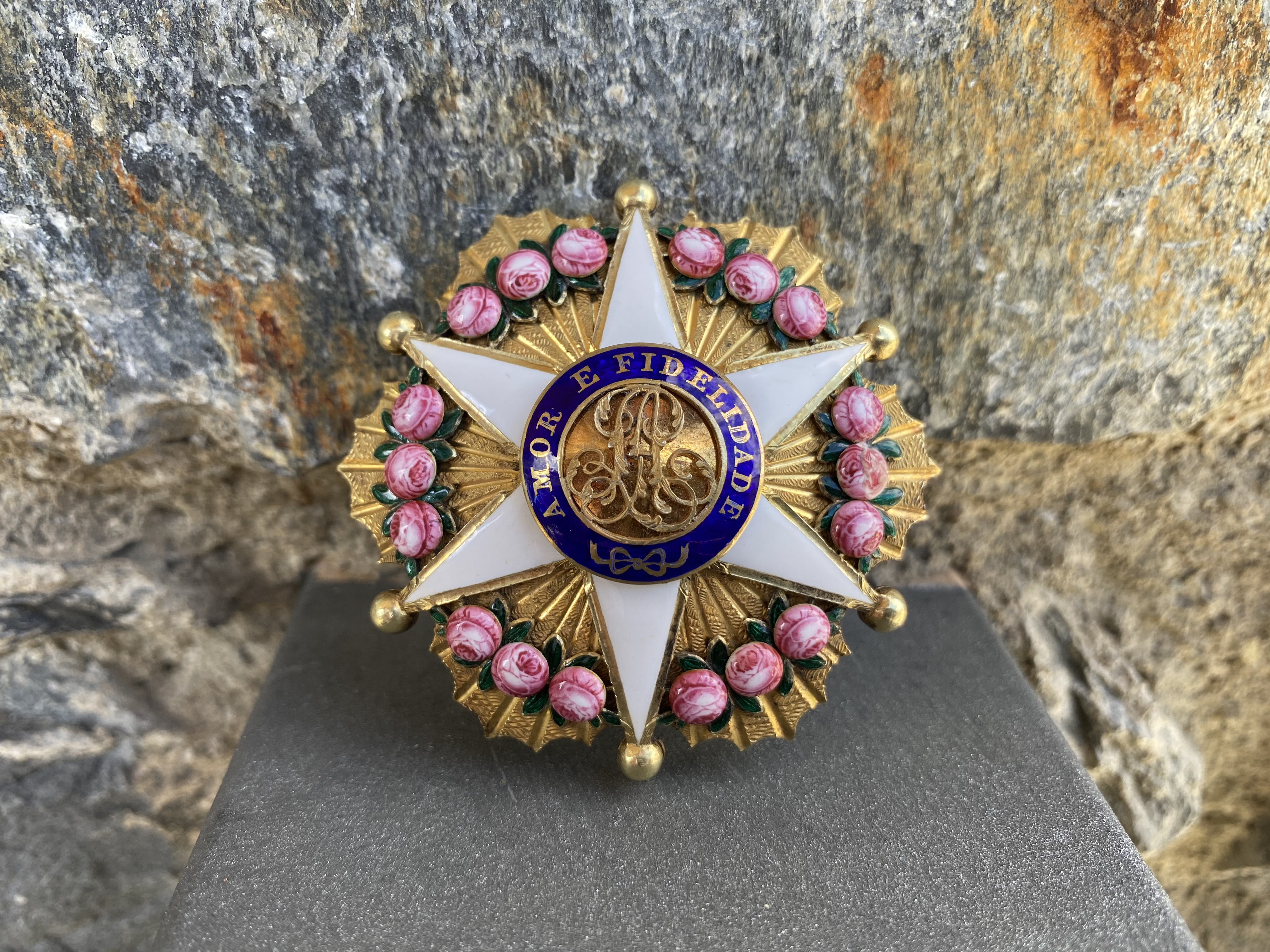
Placa de Oficial de la Orden de la Rosa, en oro y esmaltes